# 张子夔
张子夔，元朝安西（今陕西省西安市）人。
张子夔的父亲去世，他在每天夜半，用背负土，用肘膝在地上爬行，匍匐爬行到安葬之处，筛出细土造坟。当时又有峨眉赵国安、解州张琛、南阳李庭瑞、息州移剌伯颜、南阳怯烈歹，都是居丧有卓越品行，结庐在墓旁，负土为坟。他们的事迹，经过有司所申请，被朝廷表扬其优异。